# Prepositura

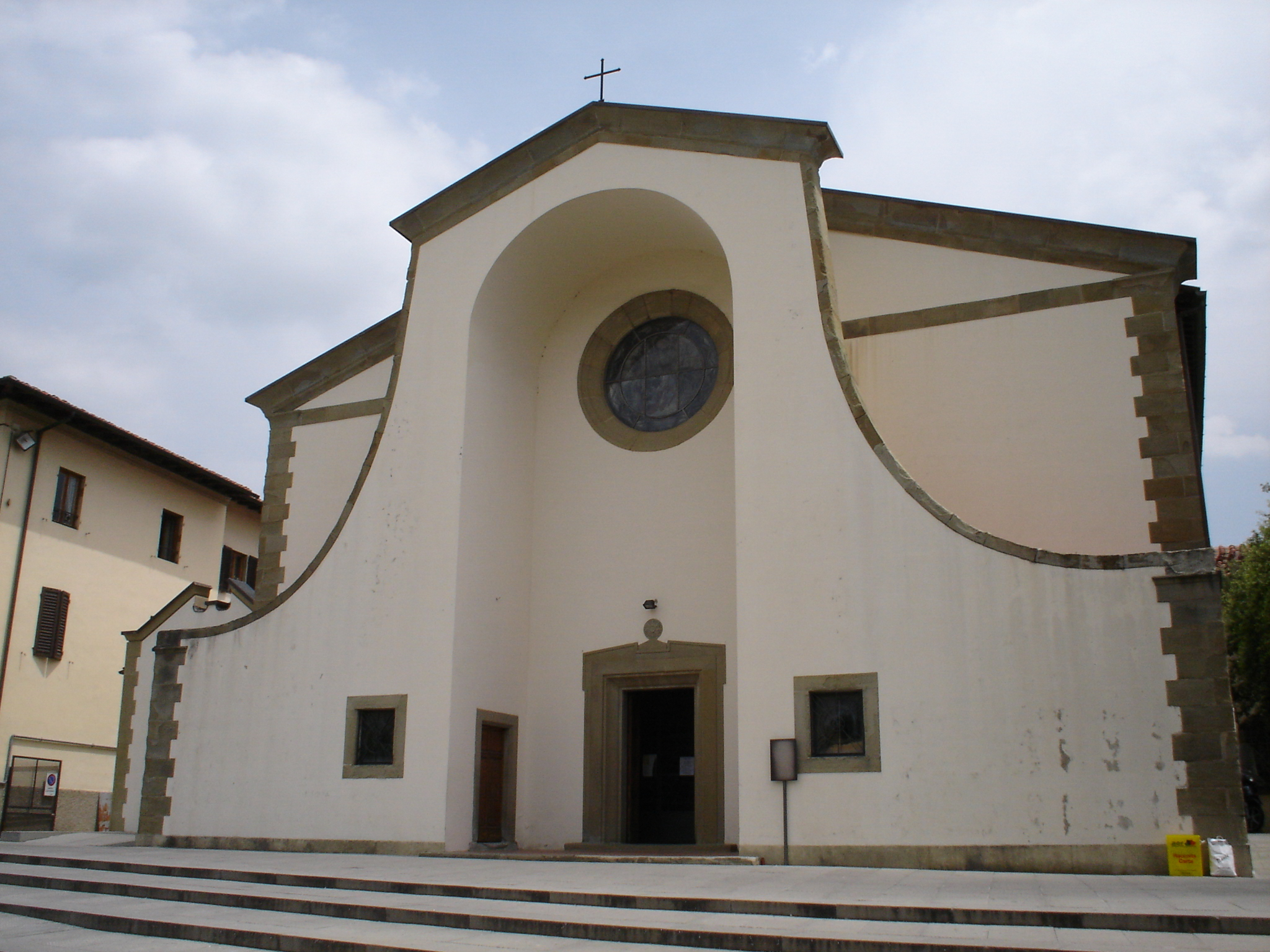
Prepositura di San Michele Arcangelo a Pontassieve

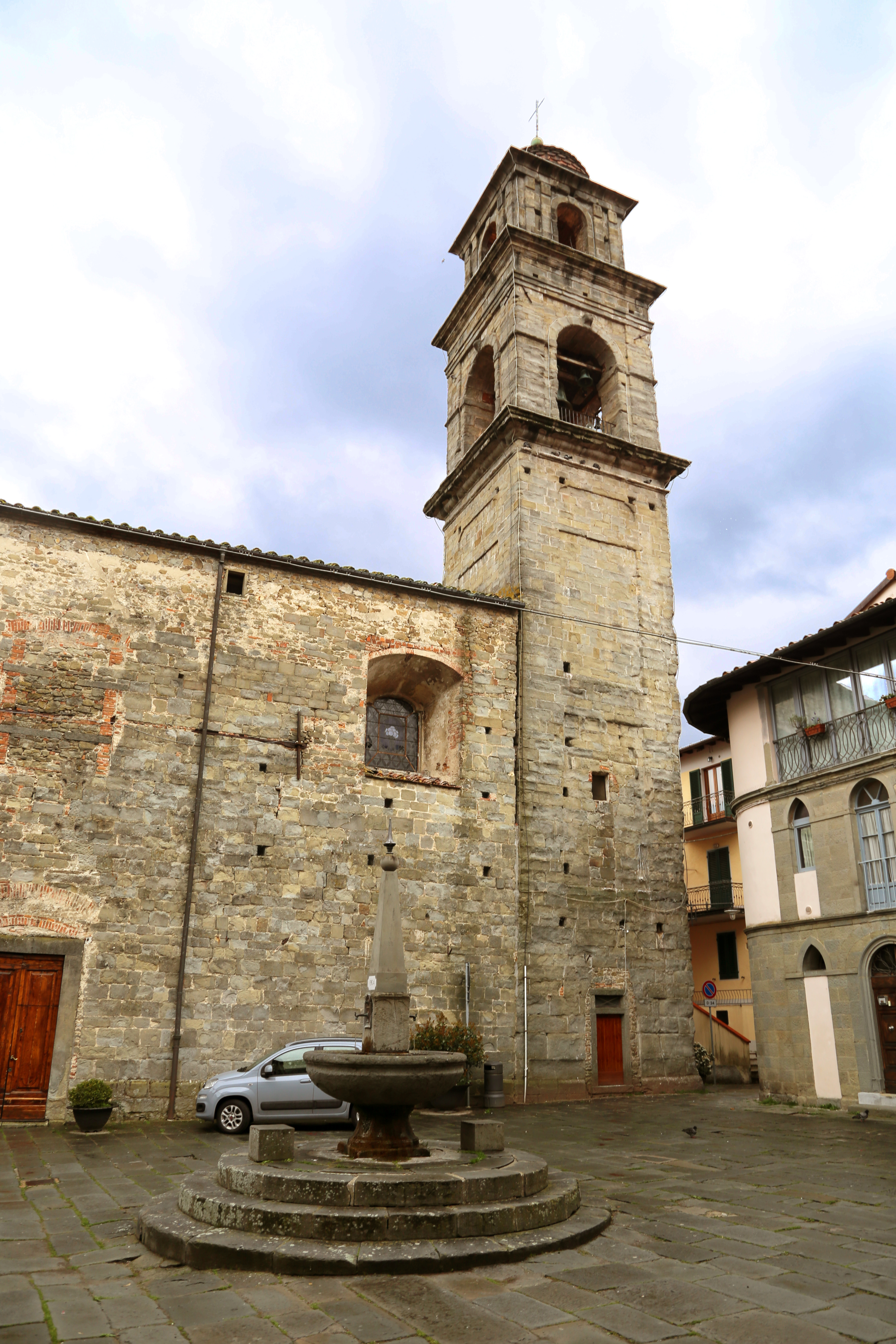
La propositura di San Marcello Pistoiese

La prepositura, o prevostura, talvolta in Toscana anche propositura, è un termine che designa l'ufficio di un parroco, o preposto (preposito o prevosto) con privilegi speciali in una parrocchia. Per estensione è anche il titolo assegnato alla chiesa prepositurale o parrocchiale sede del suo magistero.
Il termine è usato principalmente in Toscana, nell'arcidiocesi di Milano, in Piemonte e in Liguria. A Milano in particolare, il prevosto è superiore al parroco, essendo a guida di una pieve, qui equivalente a prevostura raccogliendo varie parrocchie.
Non di rado nel passato, la prepositura godeva del privilegio nullius diocesis, ossia dell'esenzione dalla giurisdizione del vescovo locale, privilegio che elevava di fatto la prepositura a circoscrizione ecclesiastica autonoma e indipendente.